# Friedrich von Schorlemer (Politiker, 1815)
Freiherr Friedrich Clemens von Schorlemer (* 27. Februar 1815 in Herringhausen; † 21. Oktober 1885 in Overhagen) war ein deutscher Rittergutsbesitzer und Politiker aus dem Adelsgeschlecht Schorlemer.

## Leben
Friedrich Clemens Freiherr von Schorlemer war der erst geborene Sohn des Friedrich Wilhelm von Schorlemer (1786–1849) und begründete den neuen Zweig Herringhausen. 
Von Schorlemer, der katholischer Konfession war, war Rittergutsbesitzer. Er war 1860 bis 1868 und erneut 1877 bis 1882 für den Stand der Ritterschaft und den Wahlbezirk Herzogtum Westfalen Abgeordneter im Provinziallandtag der Provinz Westfalen für die Deutsche Zentrumspartei.